# Jessie (sèrie de televisió)
Jessie va ser una sèrie de televisió nord-americana de comèdia de temàtica infantil que es va crear a Disney Channel el 30 de setembre de 2011 i es va emetre fins al 16 d´octubre de 2015. La sèrie va ser creada i produïda per Pamela Eells O'Connell i protagonitzada per Debby Ryan, Peyton List, Cameron Boyce, Karan Brar, Skai Jackson i Kevin Chamberlin.

## Argument
La sèrie segueix a Jessie Prescott (Debby Ryan) una noia de 18 anys que viu en un poble anomenat Fort Hood a Texas, el somni de la qual és convertir-se en estrella. El seu pare és un tinent coronel molt estricte que no la comprèn gens, així que decideix anar a la ciutat de Nova York per a complir el seu somni, però quan arriba coneix un productor de cinema i la seva esposa, una exsupermodel convertida en una dona de negocis, els quals han d'estar molt de temps fora per causa dels seus treballs, i no poden llavors estar amb els seus quatre fills, així que és contractada com a mainadera. En la seva nova vida diària, Jessie tracta de convertir-se en estrella mentre comparteix amb els nens Ross les aventures i situacions de la pubertat i adolescència: Emma (Peyton List) una adolescent amb una gran passió per la moda, Luke (Cameron Boyce), un adolescent entremaliat, gens estudiós, esportiu i divertit que s'enamora de Jessie, Ravi (Karan Brar), un adolescent hindú, tranquil, maldestre i intel·ligent que té un gran dragó com a mascota i Zuri (Skay Jackson), la petita de la família i la més insolent. També està acompanyada de Bertram (Kevin Chamberlin), el mandrós majordom de la família i Tony, el jove porter de l'edifici del qual s'enamora Jessie.